# Skrikebo naturreservat
Skrikebo naturreservat är ett 20,4 hektar stort skogsområde beläget i Oskarshamns kommun i Småland.

## Natur
Naturreservatet består lätt kuperad blockrik äldre skogsmark. Trädfloran har en medelålder av cirka 100 år och utgörs av bland annat grovvuxen tall, gran, ek och asp. Till de mer ovanliga växterna i området hör hakmossa, stubbspretmossa, långfliksmossa, gulnål och skärelav. Där finns också ett bestånd av svampen nartagging.
Naturreservatet är beläget cirka 10 kilometer nordväst om Oskarshamns tätort.